# 水疱

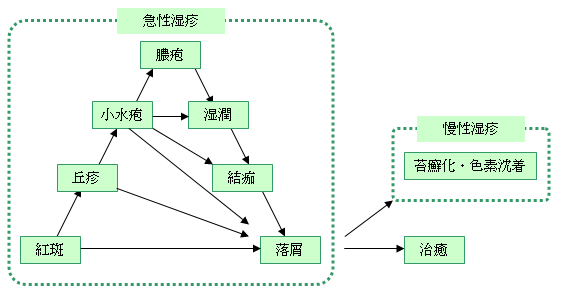
湿疹の三角形

水疱（すいほう）とは、皮膚疾患などでみられる皮疹の一つ。一般に水膨れ、水ぶくれ（みずぶくれ）と呼ばれる。皮膚が皮膚の表皮中または表皮下にサラサラとした水分がたまったことにより半球状に隆起した状態を指す。中の水分は損傷した組織からしみ出た血清やタンパク質などである。ふつうは表皮にでき治りも早く痕も残らないが、全身性疾患に伴って皮膚の深い層にできた水疱は治癒に時間がかかり痕が残ることがある。
湿疹（湿疹の3角形）でみられる滲液性丘疹は、丘疹の上に小水疱が出現している状態をいう。

## 原因
水疱の原因はウイルス感染のものとそれ以外に分けられる。ウイルス以外でできる水疱は、虫さされ、熱傷（II度）、湿疹、水虫、靴擦れ（肉刺）、天疱瘡、水疱症など多種多様である。ウイルス感染でできる水疱は、ヘルペス感染症、水痘（水疱瘡）がある。

## 分類

### 大きさによる分類
直径6cm以上のものもある
- 直径5mm未満のものを小水疱（英:  vesicle）

### 性質による分類
緊満性水疱
水疱膜が厚くなかなか破れないタイプ。真皮または表皮と真皮の間など比較的深いところに出現する。水疱性類天疱瘡・疱疹状皮膚炎でみられる。
弛緩性水疱
水疱膜は薄くすぐ破れるタイプ。表皮内など浅いところに出現する。尋常性天疱瘡でみられる。
汗疱状水疱
足底や手掌の角層の厚いところにできる。表面が厚い角層で覆われているため破けず、小さい白色の粒のように見える。汗疱状湿疹・白癬でみられる。

## 治療
水疱のできた原因により治療法は異なる。ウイルス性の場合は抗ウイルス剤などで治療する。ウイルス以外の水疱、たとえば熱傷による水疱などには標準的な治療法はない。水疱を破くか破かないかは賛否両論である。水疱が破れてしまったときは破けた皮膚を除去しフィルム剤を貼って治療する。ジャガイモやアロエを使った民間療法は治癒を遅くするだけであるので避けるべきである。

## 水疱のみられる疾患
- 湿疹(接触性皮膚炎など)
- 水疱症(表皮水疱症・天疱瘡など)
- 熱傷
- 単純疱疹・帯状疱疹などのヘルペス感染症

## 鑑別
- 膿疱:内容物は白血球でありドロドロしている。